# 顧明鈞
顧明均(1945年—)，前香港上市公司南太電子 (Nam Tai Electronic)，(港交所前上市代碼: 2633) 的非執行董事，也是著名慈善家。最廣為人知的事情是捐款給瀕臨殺校的鮮魚行學校以及支持香港政府在2005年所推行的政改方案。
1970年於國立臺灣大學法學院法律系畢業，與陳水扁及馬英九分屬學長學弟。

## 鮮魚行學校捐款
2005年，顧明均向鮮魚行學校捐款100萬，協助學校開辦英文小班教學，最初學校對該筆巨額捐款有所懷疑，但最終協助學校逃過一次殺校危機。其後繼續為該校捐款，維持學校正常運作。

## 支持香港政府方案政改
2005年11月16日，當時所發行的中文報章（不包括免費報紙）都登上了顧明均支持政府政制方案的廣告，大部份登部以頭版刊登，總共花費過百萬，他更向壹傳媒追討一半廣告費以及要求涂謹申公開無名阿伯身份。
顧明均其後興訟區域法院，向壹傳媒索償逾55萬元。案件於2009年審結，顧明鈞被裁定敗訴。
此事過後，對顧明均評價極端，支持者則認為品格高尚，反對者則認為他挑起社會矛盾。但有分析指出只是一場廣告宣傳的角力而已。

## 反對佔中及拒領榮譽博士
顧明鈞反對佔領中環，並在2014年10月雨傘革命期間表示，向浸會大學校長陳新滋發信，拒絕接受浸大頒發榮譽工商管理博士榮銜，理由是早前馬時亨接受嶺大頒發榮譽博士時，「受到不必要侮辱及不被尊重的恐怖情景，實在令人心寒」。顧明均狠批佔中非法暴力、騎劫民意，又不點名讚揚圍毆示威者的警員是「警隊七雄」。顧明均指摘發起佔中人士自私自利，漠視受影響市民生計斷絕，形容「有如禁止我等運用呼吸的機能」。他又讚揚盡忠職守，「十分同情警隊七雄處於受嚴重挑釁的惡劣處境下被佈局作出大懲小戒的違法違規行為」，形容是「佛都有火」表現。

## 個人生活
顧明均是香港賽馬會賽馬會員，自2008-2009馬季開始成為馬主，個人名下賽駒以滿清八旗命名，分別為正黃旗、正白旗、正紅旗、正藍旗、鑲黃旗、鑲白旗及鑲藍旗。另外，他亦與施偉賢共同擁有「確叻迅」。

## 相關
- 南太企業 創辦人
- 香港培正中學 校友
- 國立臺灣大學 1970年法律學士

## 外部参考
- 《A45報》香港免費報紙創刊之時，商人顧明鈞捐100萬港元
- 南太電子非執行主席顧明鈞 （页面存档备份，存于），因私有化接受訪問。
- 刊登民主廣告的顧明鈞，向 （页面存档备份，存于）黎智英及涂謹申追討55萬港元。
- 《信報》顧明鈞先生的專訪(2004年4月19日，第25頁)。
- 顧明鈞在2004年捐出一億港元，予母校浸會大學。
- 新報2004年3月24日: 浸會大學4500萬港元將來自顧明鈞捐款。 （页面存档备份，存于）